# لاوا (أسطورة)
لاوا (بالإنجليزية: Lowa)‏ في الأساطير الميكرونيزية هو رب خالق میكرونیزي.